# Drosophila spicula
Drosophila spicula är en tvåvingeart som beskrevs av Elmo Hardy 1965. Drosophila spicula ingår i släktet Drosophila och familjen daggflugor.
Artens utbredningsområde är Hawaii.